# Mercedes Cabello de Carbonera

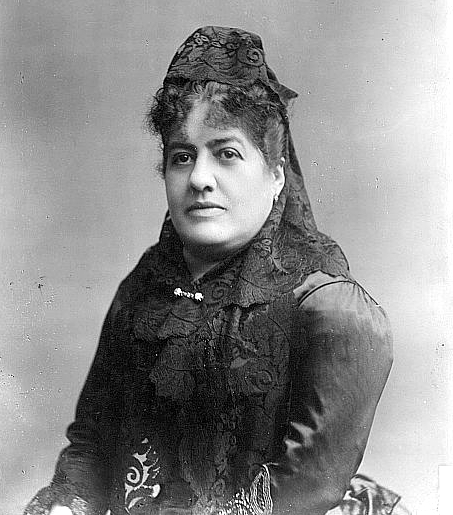
Mercedes Cabello de Carbonera

Juana Mercedes Cabello Llosa de Carbonera (* 7. Februar 1845 in Moquegua, Peru; † 12. Oktober 1909 in Lima) war eine peruanische Schriftstellerin und Journalistin.

## Leben
Geboren wurde Mercedes Cabello in der peruanischen Kleinstadt Moquegua; ihr Vater und ihr Onkel waren weit gereist und hatten um 1830 aus Frankreich eine gut bestückte Bibliothek mitgebracht. Sie selbst lernte auch gut Französisch mit Privatlehrerinnen, was später dazu beitragen sollte, dass sie neue Strömungen aus Frankreich so schnell rezipieren konnte. Im Alter von 20 Jahren kam sie nach Lima, wo sie bei ihrem naturwissenschaftlich interessierten und gebildeten Onkel wohnte und Mitglied von Juana Manuela Gorritis literarischem Salon wurde; die ältere Schriftstellerin wird von ihr stets als mütterliche Freundin und Förderin charakterisiert. Bei diesen Tertulias kommt die angehende Autorin auch mit Clorinda Matto de Turner, der späteren Begründerin des indigenistischen Romans in Kontakt.
Mit 22 Jahren heiratet sie den Arzt Urbano Carbonera, der in Lima eine Privatpraxis unterhielt; die Ehe war kinderlos und unglücklich, der Mann ein notorischer Spieler und Don-Juan-Typ; sie trennten sich später, er zog nach Chincha, wo er einen eigenen Haushalt gründete. Mercedes debütierte mit einer Artikelserie über die Situation der Frau, in der sie sehr klar die untergeordnete Position von Frauen in der damaligen Gesellschaft herausarbeitete, egal welcher Schicht oder Klasse sie angehören mochten; sie war sozusagen die erste Peruanerin, die ganz entschieden einen genderkritischen Ansatz vertrat.
Nach dem Ende des Salpeterkriegs (1879–1884) zwischen Chile und Peru und dem Tod ihres Ehemannes (1885) begann Cabello auch Romane zu schreiben. Zu den darin häufig vorkommenden medizinischen Themen heißt immer wieder, sie habe ihre Versiertheit in positivistischen Fragen einem regen Gedankenaustausch mit ihrem Mann zu verdanken gehabt (vgl. Küppers: 217). Doch für ihre für die damalige Zeit sehr scharfen Angriffe auf das Establishment bekam die Autorin die Rechnung in Form sexistischer persönlicher Angriffe präsentiert; z. B. verpasste ihr ein Kritiker den auf Spanisch äußerst beleidigenden Spitznamen „Mierdeces Caballo de la Cabronera“. Man kritisierte auch „große formale Defekte“ in ihrem Werk (vgl. Küppers: 217) und verunglimpfte sie selbst als Blaustrumpf.
1900 wurde sie von ihrem Bruder, bei dem sie lebte, wegen Depressionen und Melancholie ins Asyl von Cercado eingeliefert, weil sie versucht hatte, das gemeinsame Haus anzuzünden. Dort starb sie 9 Jahre später, am 12. Oktober 1909, in geistiger Umnachtung (man nimmt an, dass sie sich bei ihrem Ehemann mit Syphilis angesteckt hatte und dass ihre Gemütskrankheit eine Spätfolge davon gewesen sei).

## Preise und Auszeichnungen
Für den Roman Sacrificio bekommt sie eine Goldmedaille des „Ateneo de Lima“.

## Werk

### Werkcharakteristik
Die Romane von Mercedes Cabello de Carbonera bewegen sich innerhalb der positivistischen, realistischen und naturalistischen Ausrichtung: sie verfasste sozialkritische Texte in der Nachfolge von Honoré de Balzac und Émile Zola, Anklagen gegen die städtische Mittelschicht mit ihrer Scheinheiligkeit und politischen Korruption. Cabello beschrieb die prekäre Stellung der Frau in der peruanischen Gesellschaft, die nur entweder als unantastbare Gattin und Mutter oder als Hure angesehen werden konnte, ohne jegliche Zwischentöne oder Toleranz für individuelle, unkonventionelle Lebensentwürfe. Innerhalb der Literaturszene Perus wandte sie sich gegen die romantische Strömung unter der Federführung von Ricardo Palma. Da sich Cabello auch dafür einsetzte, die römisch-katholische Kirche als patriarchalische Institution aus der Frauenbildung auszuschalten, entbrannte eine wilde Polemik um ihre Texte, und sie zog sich viele erbitterte Feindschaften von Vertretern der konservativen Richtung zu. Sie setzte sich auch dafür ein, dass Frauen erlaubt würde zu arbeiten, um sich ihren Lebensunterhalt verdienen zu können.

### Produktionsweise
Die Romane von Cabello de Carbonera wurden durchwegs zuerst als Fortsetzungsromane (spanisch: folletines oder novelas por entregas) in Zeitungen und erst später in Buchform veröffentlicht; die meisten waren ein großer Verkaufserfolg, weil die Probleme und Figuren für die Leser und Leserinnen einfach „wiedererkennbar“ waren.

### Phasen ihres Schaffens
Im Großen und Ganzen können Cabellos Romane in zwei Phasen eingeordnet werden:
1. Phase: sentimental-romantisch, bis ca. 1888
2. Phase: naturalistisch, ab 1889

### Publikationen

#### Romane
- Sacrificio y recompensa (1886)
- Eleodora (1887)
- Los amores de Hortensia (1888)
- Blanca Sol (novela social) (1889)
- Las consecuencias (1892)
- El conspirador (autobiografía de un hombre público) (1892)

#### Essays
- La novela realista (1887)
- La novela moderna (1892)
- Importancia de la literatura
- Estudio comparativo de la inteligencia y la belleza de la mujer
- Perfeccionamiento de la educación y la condición social de la mujer
- El conde Tolstoy